# Simulium palmatum
Simulium palmatum är en tvåvingeart som beskrevs av Puri 1932. Simulium palmatum ingår i släktet Simulium och familjen knott. Inga underarter finns listade i Catalogue of Life.